# Futbol a Reunió
El futbol és l'esport més popular a Reunió. És dirigit per la Lliga de Reunió de Futbol.

## Competicions

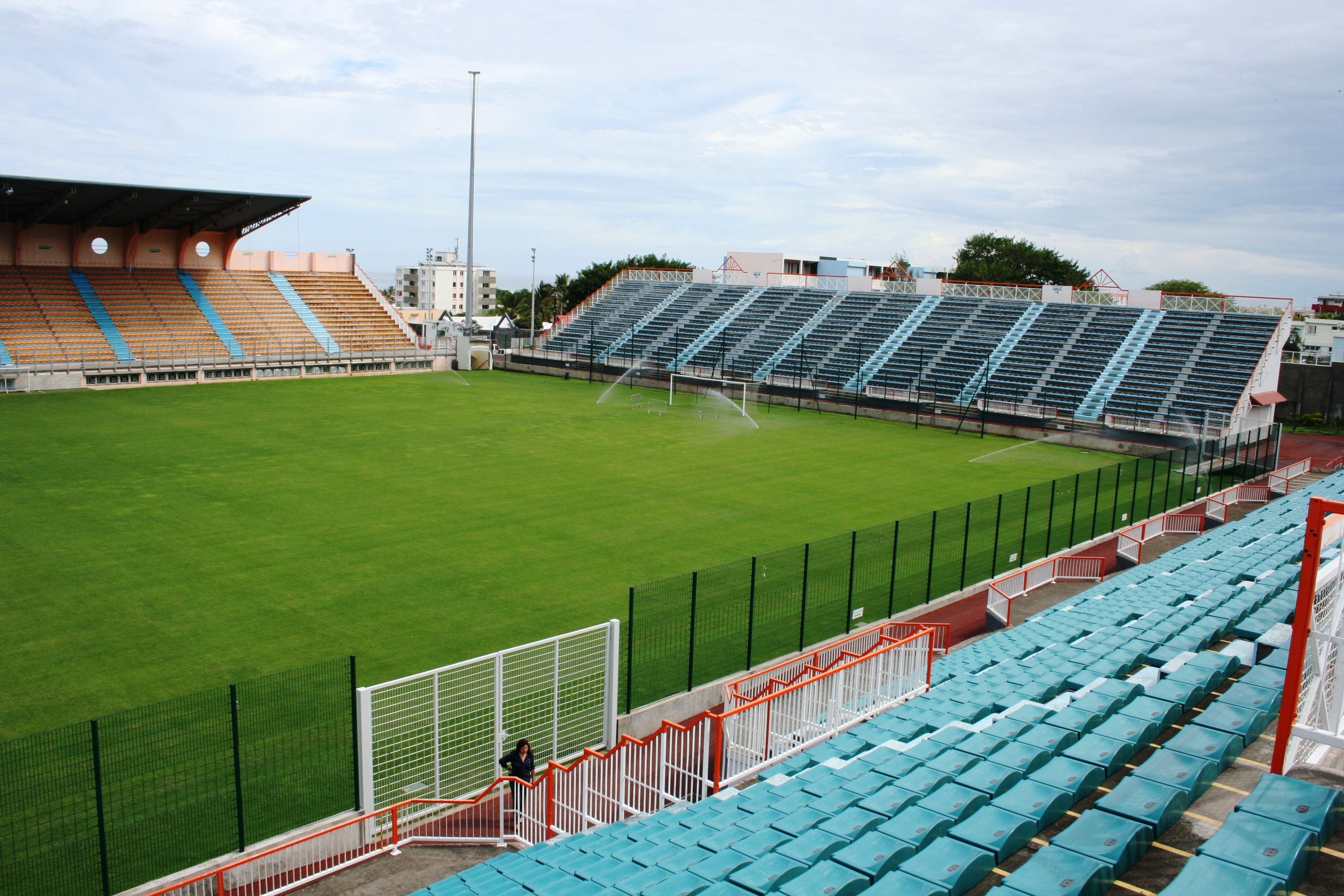
Estadi Michel Volnay.

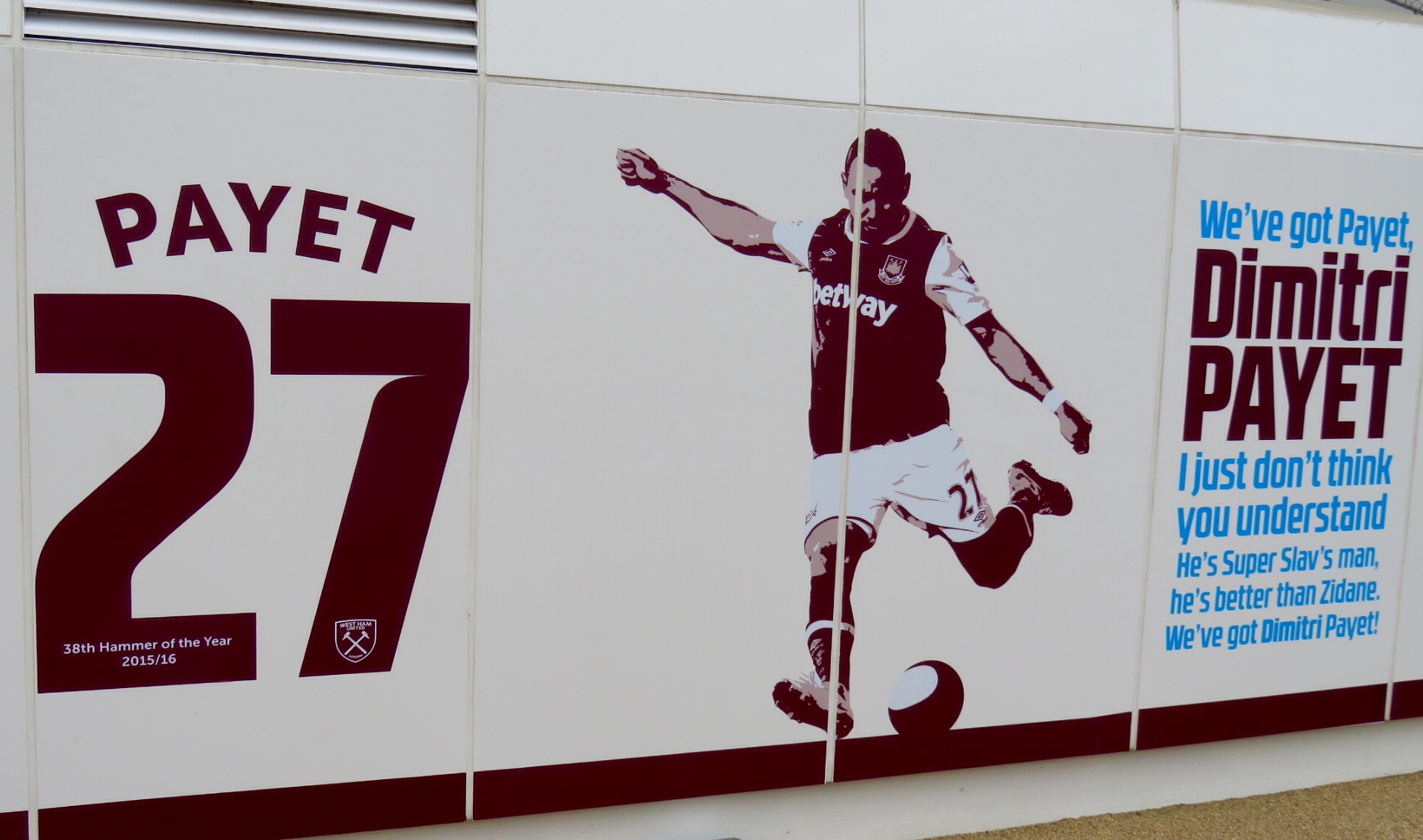
Mural de Dimitri Payet.

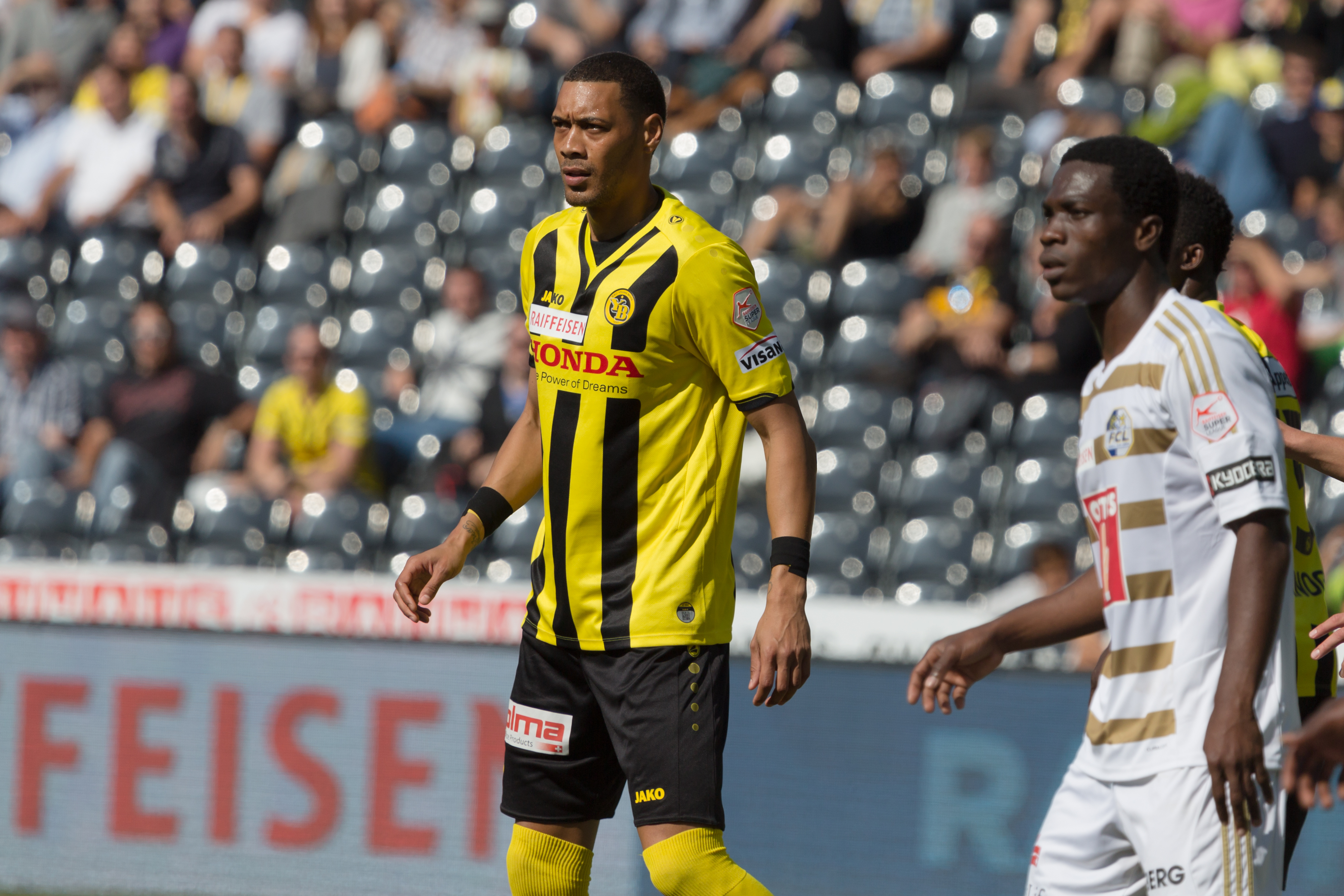
Guillaume Hoarau.

- Lligues:
  - Division 1
  - Super Division 2
  - Division 2 Départementale
  - Division 3 Départementale
- Copes:
  - Copa de Reunió de futbol

## Principals clubs
Clubs amb més títols nacionals a 2020.
- JS Saint-Pierroise
- AS Saint-Louisienne
- US Stade Tamponnaise
- SS Patriote
- CS Saint-Denis
- Saint-Pauloise FC
- SS Excelsior
- SS Jeanne d'Arc

## Jugadors destacats
Jugadors de l'illa de Reunió que han jugat amb la selecció de França.
- Laurent Robert
- Guillaume Hoarau
- Dimitri Payet
- Florent Sinama-Pongolle
- Benoît Trémoulinas

## Principals estadis

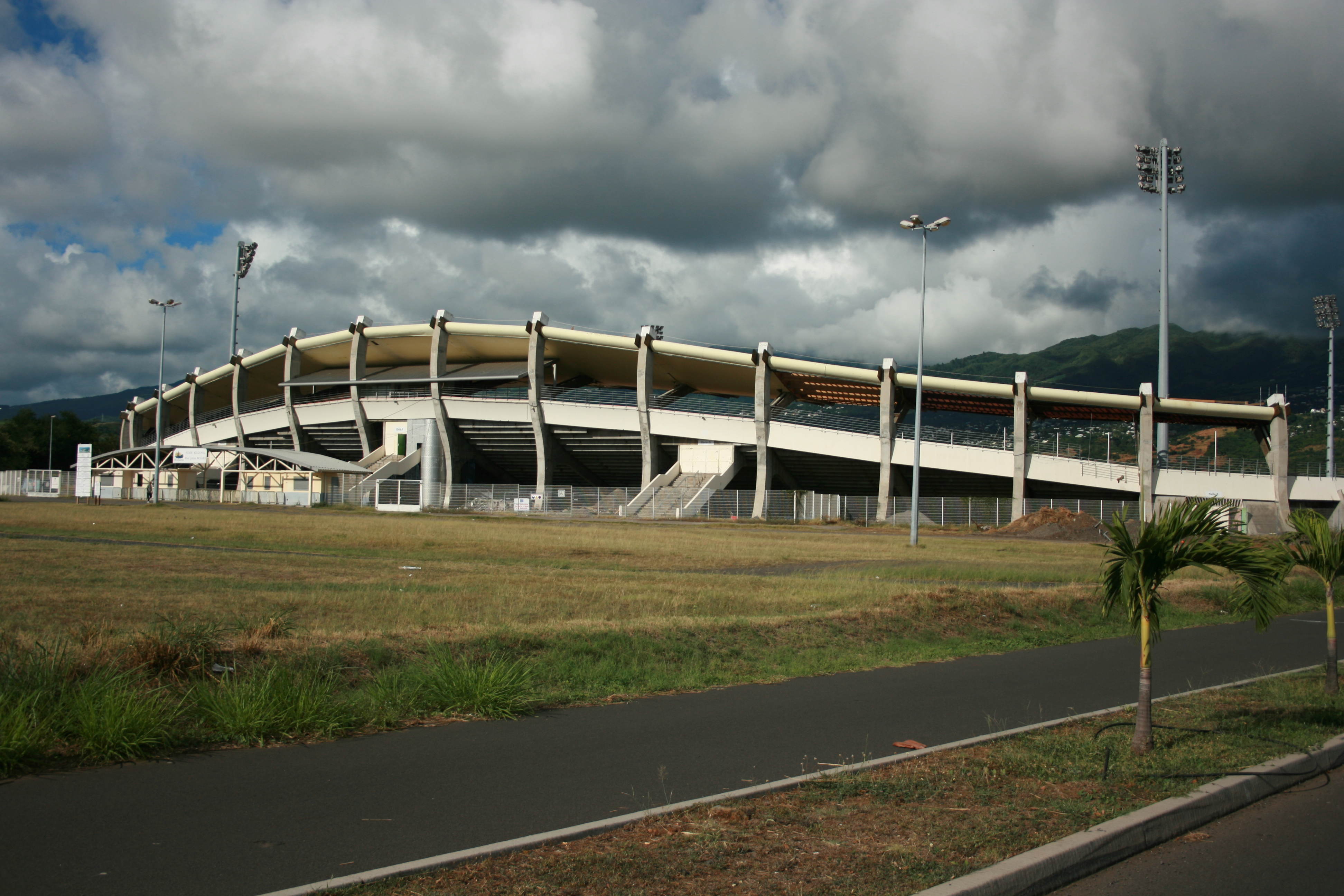
Estadi Paul Julius Bénard.

| # | Estadi                    | Capacitat | Ciutat       |
| - | ------------------------- | --------- | ------------ |
| 1 | Estadi Paul Julius Bénard | 12.000    | Saint-Paul   |
| 2 | Estadi Jean Ivoula        | 12.000    | Saint-Denis  |
| 3 | Estadi Michel-Volnay      | 8.000     | Saint-Pierre |